# Natasha Pulley
Natasha Pulley (Cambridge, 4 dicembre 1988) è una scrittrice britannica.

## Biografia
Nata a Cambridge, ha studiato al Soham Village College, alla University of East Anglia (M.A. in scrittura creativa) e all'Università di Oxford (letteratura inglese).
Dopo aver soggiornato in Giappone imparando il giapponese, ha esordito nella narrativa nel 2015 con il romanzo fantastico L'orologiaio di Filigree Street, riprendendo e allungando un suo racconto omonimo apparso nel 2011 nella rivista ucronica "Alt Hist".
Autrice di fantascienza storica e di storia alternativa, ha pubblicato (al 2022) 5 romanzi e suoi racconti e interventi sono apparsi in riviste quali Granta.

## Opere

### Serie Orologiaio di Filigree Street
- L'orologiaio di Filigree Street (The Watchmaker of Filigree Street, 2015), Milano, Bompiani, 2017 traduzione di Carlo Prosperi ISBN 978-88-452-8336-9.
- La memoria del samurai (The Lost Future of Pepperharrow, 2019), Milano, Bompiani, 2022 traduzione di Carlo Prosperi ISBN 978-88-301-0347-4.

### Altri romanzi
- Le torri di vetro (The Bedlam Stacks, 2017), Milano, Bompiani, 2018 traduzione di Carlo Prosperi ISBN 978-88-452-9589-8.
- The Kingdoms (2021)
- The Half Life of Valery K (2022)

### Antologie
- Natale con i fantasmi di AA. VV. (The haunting season), Vicenza, Neri Pozza, 2021 traduzione di Simona Fefè ISBN 978-88-545-2382-1.

## Premi e riconoscimenti

### Vincitrice
Betty Trask Award
- 2016 vincitrice con L'orologiaio di Filigree Street[6]

### Finalista
Premio Locus per la miglior opera prima
- 2016 finalista con L'orologiaio di Filigree Street[7]

Premio Sidewise per la storia alternativa
- 2021 finalista nella categoria "Forma lunga" con The Kingdoms[8]